# Lijst van beelden in Noordwest en Overvecht (Utrecht)
De lijst van beelden in Noordwest en Overvecht is onderdeel van de (onvolledige) lijst van beelden in Utrecht.
Dit deel bevat de beelden in de Utrechtse wijken Noordwest en Overvecht.
Onder een beeld wordt hier verstaan elk driedimensionaal kunstwerk in de openbare ruimte van de Nederlandse gemeente Utrecht, waarbij beeld wordt gebruikt als verzamelbegrip voor sculpturen, standbeelden, installaties, gedenktekens en overige beeldhouwwerken. De lijst is chronologisch, dat wil zeggen op volgorde van plaatsing der beelden vanaf 1517 tot heden.
Voor een volledig overzicht van de beschikbare afbeeldingen zie: Beelden in Utrecht-noord op Wikimedia Commons.
| Geplaatst                     | Omschrijving                                       | Kunstenaar                                                             | Locatie                                                                                    | Materiaal                                                                      | Afbeelding |  |
| ----------------------------- | -------------------------------------------------- | ---------------------------------------------------------------------- | ------------------------------------------------------------------------------------------ | ------------------------------------------------------------------------------ | ---------- |  |
| 1938                          | Vliegermonument                                    | Jo Uiterwaal en W.C. van Hoorn                                         | Clement van Maasdijkstraat                                                                 | baksteen/zandsteen                                                             |            |  |
| 1940                          | fries 'De Arbeid'                                  | Albert Termote                                                         | Oudenoord 340, Huis van de Arbeid                                                          |                                                                                |            |  |
| 1940                          | Tegeltableaus industrie, vlijt, zorgzaamheid, tijd | Adriaan van der Plas                                                   | Oudenoord 340, Huis van de Arbeid                                                          | terracotta                                                                     |            |  |
| 1944                          | Bakkertje                                          | Jo Uiterwaal                                                           | LUBRO-fabriek, Westerdijk                                                                  | steen                                                                          |            |  |
| 1949                          | Monument voor Zuilense Gevallenen                  | Jo Uiterwaal, W.C. van Hoorn (architect)                               | Prins Bernhardplein                                                                        | steen                                                                          |            |  |
| 1954                          | Beeldengroep Concordiagebouw                       | René van Seumeren                                                      | Oudenoord 330                                                                              | Franse kalksteen                                                               |            |  |
| 1955                          | Pieter Jelles Troelstra                            | Joop Hekman                                                            | Talmalaan                                                                                  | steen                                                                          |            |  |
| 1955                          | De hoofdonderwijzer                                | Jan van Luijn                                                          | Laan van Chartroise, naast de ingang van de voormalige Gerrit Aafjesschool                 | steen                                                                          |            |  |
| 1958                          | titel onbekend                                     | Rien Goené                                                             | 2e Daalsedijk                                                                              | IJzer, verf                                                                    |            |  |
| 1959                          | Giraf                                              | Theresia van der Pant                                                  | Julianapark                                                                                | brons                                                                          |            |  |
| 1960                          | De vier heemskinderen                              | Gooitzen de Jong                                                       | Prof. H. Bavinckstraat, school Belle van Zuylen (voormalig 't Ros Beiaard)                 | brons                                                                          |            |  |
| 1961                          | onbekend                                           | Hans de Jong geproduceerd door Tegel- en Faïencefabriek Westraven.     | Amsterdamsestraatweg 701                                                                   | gevelmozaïek                                                                   |            |  |
| 1962                          | De opbouw                                          | Piet Killaars                                                          | Wolgadreef/ Apollodreef                                                                    |                                                                                |            |  |
| 1965                          | Apollo & Artemis                                   | Harry op de Laak                                                       | Tannhäuserdreef ()                                                                         | beton                                                                          |            |  |
| 1965                          | Adelaar (symbool van Johannes)                     | Carol Linssen                                                          | Margaretha van Parmadreef (Johanneskerk)                                                   | kiezel relief                                                                  |            |  |
| 1966                          | Esperantomonument                                  | Frits Sieger en architect A. Salvatore                                 | Brailledreef / Zamenhofdreef                                                               |                                                                                |            |  |
| 1966                          | Fluitspeler                                        | Jan van Luijn                                                          | Julianapark                                                                                | brons                                                                          |            |  |
| 1967                          | Kip                                                | Wout Maters                                                            | Scharlakendreef, Joannes XXIII School                                                      | brons geverfd                                                                  |            |  |
| 1967?                         | Paardje                                            | Arthur Spronken                                                        | Katherijn van Leemputdreef, Pestalozzischool                                               | brons                                                                          |            |  |
| 1968                          | Drie zittende figuren                              | Paul van Crimpen                                                       | Ghanadreef, Mattheusschool                                                                 | muschelkalk                                                                    |            |  |
| 1968                          | Kameel                                             | Willy Blees                                                            | Humberdreef, zorgcollege                                                                   | brons                                                                          |            |  |
| 1968                          | Moeder en kind                                     | Nic Jonk                                                               | Burg. Norbruislaan, in de tuin bij het buitenhuis Daelwijck                                | brons                                                                          |            |  |
| 1969                          | Grootmoeder Kegge                                  | Jan Bronner                                                            | Oberondreef / Suze Noiretdreef                                                             | brons                                                                          |            |  |
| 1969                          | Vlucht                                             | Arthur Spronken                                                        | Einsteindreef                                                                              | brons                                                                          |            |  |
| 1970                          | Zonnespiegel                                       | Wout Maters                                                            | Nijenoord 4 (voorm. kantoor Gemeentelijke Sociale Dienst)                                  | brons                                                                          |            |  |
| 1970                          | "De Ontmoeting"                                    | Ellen Beerthuis-Roos                                                   | Park de Gagel                                                                              | brons                                                                          |            |  |
| 1970                          | Vogelreliëf                                        | Jo de Recht-de Graaff                                                  | Winterboeidreef                                                                            | keramiek                                                                       |            |  |
| 1971                          | Cirkel in ontwikkeling naar vierkant               | Ad Dekkers                                                             | Floridadreef, Crematorium Daelwijck                                                        | beton, geverfd                                                                 |            |  |
| 1971                          | Mandril                                            | Ek van Zanten                                                          | Wevelaan (basisschool De Regenboog)                                                        | brons                                                                          |            |  |
| 1972 ?                        | De Heilige Familie                                 | onbekend                                                               | Pionstraat 9, voorm. 2e R.K. huishoudschool "Mariëndaal"                                   | steen                                                                          |            |  |
| 1971                          | Kinderzetel                                        | Jorien de Kruyff van Dorssen                                           | Dianadreef, basisschool Op Dreef                                                           | brons                                                                          |            |  |
| 1972                          | Ineengedoken figuur                                | Jan Meefout                                                            | Leo Brouwersplein / Paranadreef, St. Antonius Ziekenhuis Overvecht                         | graniet                                                                        |            |  |
| 1972                          | Sport en lichaamsbeweging of "Compositie in brons" | Johan Jorna                                                            | Schooneggendreef, Sporthal De Dreef                                                        | brons                                                                          |            |  |
| 1973                          | Boom met schapen                                   | Jorien de Kruyff van Dorssen                                           | Stautonstraat, op speelplein Dr. D. Herderschéeschool                                      | steen                                                                          |            |  |
| 1973                          | titel onbekend                                     | Pieter Bogaerts en Romualda Bogaerts (Architectenbureau Van Overhagen) | Perudreef, Verzorgingstehuis Zuylenstede                                                   | beton                                                                          |            |  |
| 1973                          | zonder titel                                       | Hans Petri                                                             | Venezueladreef / Costa Ricadreef, 't Huis aan de Vecht                                     | hout                                                                           |            |  |
| 1975                          | Pegasus                                            | Fons Bemelmans                                                         | Park de Watertoren                                                                         | brons                                                                          |            |  |
| 1975                          | Zittende vrouwentorso                              | Willy Blees                                                            | Park Vechtzoom                                                                             | brons                                                                          |            |  |
| 1975                          | zonder titel                                       | Carel Visser                                                           | Einthovendreef, Robert Kochplein                                                           | staal                                                                          |            |  |
| 1976                          | Twee vogels                                        | Paulus Reinhard                                                        | Park de Gagel                                                                              |                                                                                |            |  |
| 1976                          | De wachter                                         | Nic Jonk                                                               | Park De Gagel                                                                              | brons                                                                          |            |  |
| 1977                          | Jupiter                                            | Jacques Lignier                                                        | Carnegiedreef / Einsteindreef                                                              | brons                                                                          |            |  |
| 1978                          | zonder titel (steenhouwer)                         | Leo Jungblut                                                           | Mississippidreef                                                                           | Ettringer tufsteen                                                             |            |  |
| 1979                          | Ballenkorf                                         | G. Steyn                                                               | Winklerlaan (basisschool Dr. Pelsschool)                                                   | polyester                                                                      |            |  |
| 1981                          | Eb en vloed                                        | Johan Wagenaar                                                         | Grote Trekdreef, Verzorgingscentrum Titus Brandsma                                         | beton, RVS                                                                     |            |  |
| 1981                          | Stier                                              | Fons Bemelmans                                                         | Park de Gagel                                                                              | brons                                                                          |            |  |
| 1981                          | zonder titel                                       | Lucien den Arend                                                       | Burgemeester Norbruislaan, Sporthal Zuilen                                                 | Cortenstaal                                                                    |            |  |
| 1981                          | zonder titel                                       | Frans Borgers                                                          | Zwanenvechtlaan, Bibliotheek Zuilen                                                        | keramiek                                                                       |            |  |
| 1983                          | zonder titel                                       | Amke Homan                                                             | Ramsesdreef, AB school Martijn                                                             |                                                                                |            |  |
| 1983                          | zonder titel                                       | Kees Verschuren                                                        | Brandenburchdreef                                                                          | beton en staal                                                                 |            |  |
| 1983                          | zonder titel                                       | David van de Kop                                                       | Camera Obscuradreef                                                                        | steen                                                                          |            |  |
| 1983                          | zonder titel                                       | Kees Franse                                                            | Nieuwlichtstraat, buurthuis Odin                                                           | RVS                                                                            |            |  |
| 1985                          | Beer                                               | Janko Berman                                                           | St.-Bonifaciusstraat                                                                       | brons                                                                          |            |  |
| 1986                          | De keizer en de nachtegaal                         | Theo van de Vathorst                                                   | Sjanghaidreef / Pagodedreef (Sjanghaipark)                                                 | brons                                                                          |            |  |
| 1986                          | Oratriculus (Pratertje)                            | Theo van de Vathorst                                                   | Oude Pijlsweerdstraat/Engelen van Pijlsweertstraat                                         | brons                                                                          |            |  |
| 1986                          | zonder titel                                       | Wendela Gevers Deynoot                                                 | 2e Daalsedijk, Buurthuis De Uit-Hoek                                                       | beton, metselwerk, staal                                                       |            |  |
| 1986                          | Vier holle vormen                                  | Herman Makkink                                                         | Detroitdreef                                                                               | baksteen                                                                       |            |  |
| 1987                          | Twee handen                                        | Guus Hellegers                                                         | Prins Bernhardlaan / De Lessepsstraat                                                      | brons                                                                          |            |  |
| 1987                          | zonder titel                                       | Jan Hein Daniëls                                                       | Van der Marckstraat                                                                        | bestrating, Cortenstaal, RVS                                                   |            |  |
| 1988                          | Drie figuren                                       | Elselien van der Graaf                                                 | Park Vechtzoom                                                                             | brons                                                                          |            |  |
| 1988                          | Maria Planeta                                      | Evert van Kooten Niekerk                                               | Park Vechtzoom                                                                             | brons en natuursteen                                                           |            |  |
| 1988                          | Ter aarde                                          | Nel van Lith                                                           | Park Vechtzoom                                                                             | brons                                                                          |            |  |
| 1988                          | Wending                                            | Wien Cobbenhagen                                                       | Park Vechtzoom                                                                             | brons                                                                          |            |  |
| 1990                          | Poort                                              | Arie Berkulin                                                          | Karl Marxdreef/ Gandhiplein                                                                | cortenstaal                                                                    |            |  |
| 1990                          | De Bramantes                                       | Nora Baetens                                                           | Van Brammendreef                                                                           |                                                                                |            |  |
| 1991                          | Cirkus                                             | Joost van den Toorn                                                    | Prinses Margrietstraat, OBS Prinses Margriet                                               | brons                                                                          |            |  |
| 1993                          | zonder titel                                       | Rudi Beerens                                                           | Marokkodreef, Buurthuis de Boog                                                            | lichtbakken                                                                    |            |  |
| 1994                          | zonder titel                                       | Mirjam de Zeeuw                                                        | 1e Daalsedijk                                                                              | email                                                                          |            |  |
| 1995                          | titel onbekend                                     | Jelis van Dolderen                                                     | Vader Rijndreef, Spectrum College                                                          | brons en keramiek                                                              |            |  |
| 1996                          | Twee spelende kinderen                             | Jan van Luijn                                                          | Tiendstraat                                                                                | brons                                                                          |            |  |
| 1996                          | zonder titel                                       | Tom Claassen                                                           | Plantage (aan de Amsterdamsestraatweg)                                                     | brons                                                                          |            |  |
| 1996                          | zonder titel                                       | Korrie Besems                                                          | Paranadreef, zwembad De Kwakel                                                             | lichtbakken                                                                    |            |  |
| 1997                          | Ere wie ere toekomt                                | Peter Fengler                                                          | Burgemeester Norbruislaan                                                                  | verschillende materialen                                                       |            |  |
| 1998                          | J. M. De Muinck Keizer (oprichter Demka)           | Oswald Wenckebach                                                      | Julianapark                                                                                | steen                                                                          |            |  |
| 2005                          | Zittende oude vrouw                                | Joop Hekman                                                            | Julianapark                                                                                | brons                                                                          |            |  |
| 2005                          | Kunstwerk van het Utrechtse schip op de vindplaats | onbekend                                                               | Van Hoornekade                                                                             |                                                                                |            |  |
| 2005                          | Sprankelplek                                       | Jos Spanbroek                                                          | Park de Gagel                                                                              | RVS                                                                            |            |  |
| 2007                          | Giardini Segreti                                   | Frank Halmans                                                          | Ondiep-zuidzijde / Mariëndaalstraat, Lumaxgebouw                                           | hout en regenpijpen                                                            |            |  |
| 2007                          | Sint Ludgerus                                      | Leo Jungblut                                                           | Prins Bernhardplein, in de tuin van de Sint Jacobuskerk                                    | zandsteen                                                                      |            |  |
| 2009                          | Pot en plant                                       | Huub en Adelheid Kortekaas                                             | Nijenoord                                                                                  | RVS                                                                            |            |  |
| 2010                          | Beweging                                           | Lolke van der Bij & Tjalling Tjalsma                                   | Pascalplein (Carnegiedreef/Gangesdreef)                                                    | RVS                                                                            |            |  |
| 2011                          | In-betweenness                                     | Lucas Lenglet                                                          | aluminium                                                                                  | Prinses Christinalaan (Vorstelijk Complex, voorm. Christina- en Beatrixschool) |            |  |
| 2014                          | Bad Ondiep                                         | Teun Castelein                                                         | "Bielzenplein" (Boerhaavelaan)                                                             |                                                                                |            |  |
| 2017                          | Katherijn van de Leemput                           | Amiran Djanashvili                                                     | Katherijn van de Leemputdreef                                                              |                                                                                |            |  |
| 2019                          | Groot gezadeld paard                               | Hans Wimmer                                                            | Tractieweg 2                                                                               |                                                                                |            |  |
| 2022                          | Groot gezadeld paard                               | Hans Wimmer                                                            | Burg. Norbruislaan 17, tuin                                                                |                                                                                |            |  |
| 2023                          | Nereïden                                           | Gerard van der Leeden                                                  | Burg. Norbruislaan 17, tuin                                                                |                                                                                |            |  |
| 2025                          | Tijden van Groei                                   | Suzan Hijink, Femke Beers en Manon Poliste                             | Oudenoord 700 (HKU)                                                                        |                                                                                |            |  |
| onbekend                      | Pratende vrouwen                                   | Albert Dresmé                                                          | Transvaaldreef                                                                             | brons                                                                          |            |  |
| onbekend                      | Watervogel                                         | Paulus Reinhard                                                        | Floridadreef, Begraafplaats Daelwijck                                                      | brons                                                                          |            |  |
| onbekend                      | Meisje (of "kleuter") met tamboerijn               | Theo van de Vathorst                                                   | Orinocodreef of Koningsweg 358 (Medisch Kleuterdagverblijf "Klein Amelisweerd")            | brons                                                                          |            |  |
| onbekend (±1995 ?)            | Crassula                                           | Sjoerd Buisman                                                         | Station Utrecht Overvecht                                                                  | brons                                                                          |            |  |
| onbekend (rond 1952)          | Badende vrouw                                      | Joop Hekman                                                            | Boerhaavelaan/Thorbeckelaan                                                                | steen                                                                          |            |  |
| onbekend                      | Ark van Noach                                      | Abram Stokhof de Jong                                                  | Kastordreef, huisartsenkliniek Overvecht                                                   | keramiek                                                                       |            |  |
| onbekend                      | onbekend                                           | onbekend                                                               | Celsiuslaan                                                                                | baksteen                                                                       |            |  |
| onbekend (verwijderd in 2008) | zonder titel                                       | Jan Samsom                                                             | Amsterdamsestraatweg, school De Pijlstaart                                                 | baksteen, beton, koper                                                         |            |  |
| onbekend                      | zonder titel                                       | Marianne van der Heijden                                               | Pahud de Mortangesdreef, ROC Midden-Nederland (voorm. MBO College Ruygenhoek, voorm. MAVO) | keramiek                                                                       |            |  |
| onbekend                      | Twee zeemeerminnen                                 | Gerard van der Leeden                                                  | Prinses Irenelaan                                                                          | brons                                                                          |            |  |
| onbekend                      | Gymnastiek                                         | Jeanot Bürgi                                                           | M. van Meelstraat                                                                          |                                                                                |            |  |
| onbekend                      | Een beer die een vis vangt                         |                                                                        | Julianapark                                                                                |                                                                                |            |  |
| onbekend                      | Man met Vleugels                                   | Theo Mackaay                                                           | Gangesdreef (achter Rosendael)                                                             |                                                                                |            |  |
| onbekend (rond 1955/1965)     | Spelende kinderen                                  | onbekend                                                               | Laan van Engelswier                                                                        | beton                                                                          |            |  |
| onbekend                      | onbekend                                           | onbekend                                                               | Rapenburchdreef                                                                            | hout (bomen)                                                                   |            |  |
| onbekend                      | onbekend                                           | onbekend                                                               | Kalymnosdreef (ROC Beauty College)                                                         | brons                                                                          |            |  |
| onbekend                      | onbekend                                           | onbekend                                                               | Henri Dunantplein (achterzijde Albert Schweitzergebouw)                                    |                                                                                |            |  |